# Кастело ди Аноне
Кастело ди Аноне (итал. Castello di Annone) је насеље у Италији у округу Асти, региону Пијемонт.
Према процени из 2011. у насељу је живело 1062 становника. Насеље се налази на надморској висини од 114 м.

## Становништво
| 1936. | 1951. | 1961. | 1971. | 1981. | 1991. | 2001. | 2011. |
| ----- | ----- | ----- | ----- | ----- | ----- | ----- | ----- |
| 2.232 | 2.074 | 1.718 | 1.572 | 1.639 | 1.713 | 1.767 | 1.928 |